# Brazilian Dental Journal
Brazilian Dental Journal (Braz. Dent. J.) é um periódico especializado em odontologia e qualificado Qualis A2, ou seja, um meio de publicação de artigos científicos na íntegra (“papers”, “short communications” e “case reports”) na área da odontologia e disciplinas relacionadas, editado três vezes ao ano.
O Brazilian Dental Journal On-Line é a versão eletrônica na internet que apresenta o mesmo conteúdo na íntegra da versão impressa.
Os artigos publicados no Brazilian Dental Journal são indexados por Medline, PubMed, DEDALUS e ERL.
A publicação do Brazilian Dental Journal é financiada pela Fundação Odontológica de Ribeirão Preto (FUNORP) da Faculdade de Odontologia de Ribeirão Preto (Brasil) da Universidade de São Paulo (FORP-USP), Programa de Apoio a Publicações Científicas do Conselho Nacional de Desenvolvimento Científico e Tecnológico (CNPq), Ministério da Ciência e Tecnologia (MCT), Financiadora de Estudos e Projetos (FINEP) e Fundação de Amparo à Pesquisa do Estado de São Paulo (FAPESP). Ele é disponibilizado através da biblioteca digital SciELO.